# Lunaspis

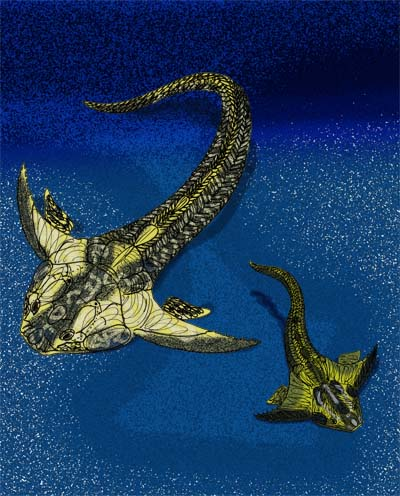
Artist's reconstruction of L. broili (larger) and L. heroldi (smaller)

Lunaspis es un género de placodermo Petalichthyida de la familia Macropetalichthyidae que vivían en ambientes marinos poco profundos durante el Devónico. Se han encontrado fósiles en Alemania, China y Australia.